# Miskolc Gömöri
Miskolc Gömöri (węgierski: Gömöri pályaudvar) – stacja kolejowa w Miszkolcu, w komitacie Borsod-Abaúj-Zemplén, na Węgrzech. Jest drugą co do wielkości stacją w mieście, po stacji Tiszai.
Stacja kolejowa została zbudowana w latach 1898-1899.
Włoski renesansowy budynek został zaprojektowany przez Ferenca Pfaffa, który zaprojektował również dworce Tiszai, w Bratysławie, Szeged (1902). Dworzec jest jednym z najbardziej atrakcyjnych budynków w Miszkolcu był i nadal jest jednym z najpiękniejszych budynków dworcowych na Węgrzech. W 1989 roku budynek został uznany za narodowy zabytek, ale nadal jest w bardzo złym stanie.